# Aggófű
Az aggófű (Senecio) a fészkesvirágzatúak (Asterales) rendjébe és az őszirózsafélék (Asteraceae) családjába tartozó nemzetség.
Majdnem 1500 faj tartozik ebbe a nemzetségbe, még azután is, hogy a közelmúltban számos faját más nemzetségbe sorolták át.

## Nevének eredete, magyarázata
A latin senecio, vagy senex "agg" nevének magyar megfelelője. Másik elnevezése még a "vénfű". Neve onnan ered, hogy nagyon hamar elvirágzik, szürkésfehér bóbitát fejleszt, ez a termés ősz hajra hasonlít, majd a vacok kopaszon marad.

## Származásuk, elterjedésük
A nemzetség viszonylag fiatal, de az Antarktisz kivételével az egész Földön elterjedt; Magyarországon is számos faja él.

## Megjelenésük, felépítésük
A rendkívül változatos családban egy- és kétnyári valamint évelő növények, lágy- és fásszárúak, sőt, vízi-, illetve kúszónövények is előfordulnak. Egyes fajok levél-, szár-, illetve gyökérpozsgások.
Fészekvirágzatuk, csöves és nyelves virágokat is tartalmaz, a fészkek fürtökbe állnak össze. A virág többnyire teljesen sárga, de lehet vörös, bíbor, kék vagy fehér is.

## Életmódjuk, élőhelyük
Egyes fajai természetes biocideket (főleg alkaloidokat) termelnek, amelyek elriasztják, vagy akár el is pusztítják a fogyasztásukkal próbálkozó állatokat.

## Felhasználásuk
A növény egész föld feletti, virágzás kezdetén gyűjtött része szolgáltatja a drogot.
A drog 0,5% szenecionin- és szenecin-alkaloidát, rutint, C-vitamint stb. tartalmaz (a szenecionin májméreg).
Alkaloidjaik közül többet a gyógyszeriparban hasznosítanak.
Házi szerként erős hatása miatt csak külsőleg szabad használni: érzékeny, vérző foghús öblögetésére, valamint fájdalmas aranyeres bántalmak esetén ülőfürdőként vagy borogatásként.
Ezek a növények pirrolizidin alkaloidokat tartalmaznak, amelyek bizonyítottan mérgezők a máj számára.

## Áthelyezett fajok
Korábban a Senecio-hoz tartozott 
- Brachyglottis greyi (mint S. greyi)
- Florist's Cineraria, Pericallis × hybrida (mint S. cruentus)
- Rugelia nudicaulis

## Szinonim nevek
A következő nemzetségek korábban a Senecio-hoz sorolt fajokat tartalmaznak.
Valószínűleg szinonim nevek:
- Antillanthus B. Nord.
- Barkleyanthus H. Rob. & Brettell
- Brachyglottis J. R. Forst. & G. Forst.[4]
- Canariothamnus B. Nord.
- Dauresia B. Nord. & Pelser
- Dendrophorbium C. Jeffrey
- Dendrosenecio (Hauman ex Hedberg) B. Nord.
- Dorobaea Cass.
- Dresslerothamnus H. Rob.
- Elekmania B. Nord.
- Herreranthus B. Nord.
- Hubertia Bory
- Iocenes B. Nord.
- Jacobaea Mill.
- Lasiocephalus Willd. ex Schltdl.
- Leonis B. Nord.
- Lundinia B. Nord.
- Mesogramma DC.
- Monticalia C. Jeffrey
- Nelsonianthus H. Rob. & Brettell
- Nesampelos B. Nord., nom. inval.
- Oldfeltia B. Nord. & Lundin
- Packera Á. Löve & D. Löve
- Pentacalia Cass.
- Pippenalia McVaugh
- Pittocaulon H. Rob. & Brettell
- Pojarkovia Askerova
- Psacaliopsis H. Rob. & Brettell
- Pseudogynoxys (Greenm.) Cabrera
- Pseudojacobaea (Hook. f.) R. Mathur
- Roldana La Llave
- Sinosenecio B. Nord.
- Synotis (C. B. Clarke) C. Jeffrey & Y. L. Chen
- Telanthophora H. Rob. & Brettell
- Tephroseris (Rchb.) Rchb.
- Zemisia B. Nord.[5]

### Fordítás
- Ez a szócikk részben vagy egészben a Senecio című angol Wikipédia-szócikk ezen változatának fordításán alapul.  Az eredeti cikk szerkesztőit annak laptörténete sorolja fel. Ez a jelzés csupán a megfogalmazás eredetét és a szerzői jogokat jelzi, nem szolgál a cikkben szereplő információk forrásmegjelöléseként.